# 兴华街道 (沈阳市)
兴华街道，是中华人民共和国辽宁省沈阳市铁西区下辖的一个乡镇级行政单位。

## 行政区划
兴华街道下辖以下地区：
志成里社区、勋望南社区、兴辽社区、兴华园社区、景星南社区、两洞桥社区、爱工社区、九委社区、南七东路社区、贵和社区、建云社区、建大社区、勋望社区、广场社区、祥云社区、兴沈社区、景华社区、华宁社区、应昌社区、化北社区和祖工社区。